# Jadash
Jadash (hebreo: חד"ש - חזית דמוקרטית לשלום ולשוויון; árabe: الجبهة الديمقراطية للسلام وللمساواة, acrónimo hebreo de Frente Democrático por la Paz y la Igualdad) es una formación política de izquierda israelí. Surgió en 1977 como una unión del  Nueva Lista Comunista  (Ha-Reshima ha-communistit ha-hadasha) o Rakah, con el movimiento Panteras Negras y otros grupos de izquierda. El partido se define como judío-árabe, aunque la mayoría de sus líderes y votantes son árabes israelíes. Jadash tiene 3 diputados en la Knéset.

## Nombre
Como en el caso de la mayoría de los partidos políticos en Israel, Jadash es un acrónimo de haHazit haDemokratit leSHalom veleShivyon (Hebreo: החזית הדמוקרטית לשלום ולשוויון), que se traduce como El Frente Democrático por la Paz y la Igualdad. Jadash también significa nuevo, lo cual puede ser una referencia a su agrupación fundadora, Rakah (acrónimo hebreo de Nueva Línea Comunista). En árabe este partido es conocido como al-Jabha al-Dimokratiya lil-Salam wa'al-Musawa (en árabe: الجبهه الدمقراطية للسلام والمساواة)

## Historia

### Origen
El Partido Comunista Israelí, conocido por sus siglas en hebreo como Maki (ha-Miflaga ha-communistit ha-Yisraelit), fue una continuación del Partido Comunistas Palestino, fundado en 1923 (otras fuentes señala 1922 como año de fundación) y reconocido por el Comitern en 1924, y el cual fue el único partido judeo-árabe de las escena política, con el objetivo de organizar a la clase trabajadora ante las fuerzas coloniales y la amenaza imperialista. Sin embargo, para los oficiales del Comitern era evidente que el partido estaba basado casi exclusivamente en militantes judíos emigrantes, y que carecía de contacto con las comunidades árabes locales. Además, existía un sesgo clasista muy claro hacia dichas comunidades pues eran consideradas atrasadas y feudales. 

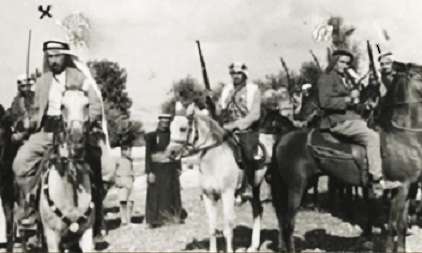
Rebeldes palestinos en 1936

En 1944 los miembros árabes del partido, fruto de las tensiones entre las comunidades judías y palestinas tras la Revuelta árabe de Palestina de 1936-1939, que fueron inicialmente percibidas como pogromos por parte de los judíos, aunque finalmente se asumió el carácter antiimperialista del movimiento, se separaron del partido y establecieron la Liga de Liberación Nacional de Palestina (ʿUsbat al-taharrur al-watani fi Filastin). Los comunistas judíos que quedaron mantuvieron el nombre de Partido Comunista Palestino. 4 años más tarde, tras la declaración de la creación del Estado de Israel, se decide cambiar el nombre a Partido Comunista Israelí, o Maki, entonces bajo el liderazgo de Shmuel Mikunis, y cuyo discurso se centró en la oposición a la primera guerra árabe-israelí y el reconocimiento de la soberanía de todos los Estados de la región.
Tras una lucha interna política e intelectual, basada en la confrontación de ambas tendencias nacionalistas, el 2 de agosto de 1965 se produce una fractura dentro del Partido Comunista Israelí, dando pie a la creación de dos partidos, el Partido Comunista Israelí y la Nueva Lista Comunista, (Ha-Reshima ha-communistit ha-hadasha ) o Rakah en hebreo. Sin embargo, fue este último el que recibió el reconocimiento como organización legítima dentro de Israel, tanto por parte de la Unión Soviética como del resto de partidos comunistas alrededor del mundo. Principalmente a causa de las tendencias sionistas y reaccionarias de Shmuel Mikunis y Moshe Sneh, y la postura completamente contraria y hostil hacia el sionismo de Meir Vilner, Tawfiq Toubi y Emile Habibi, quienes eran vistos como verdaderos revolucionarios.

### Constitución del partido

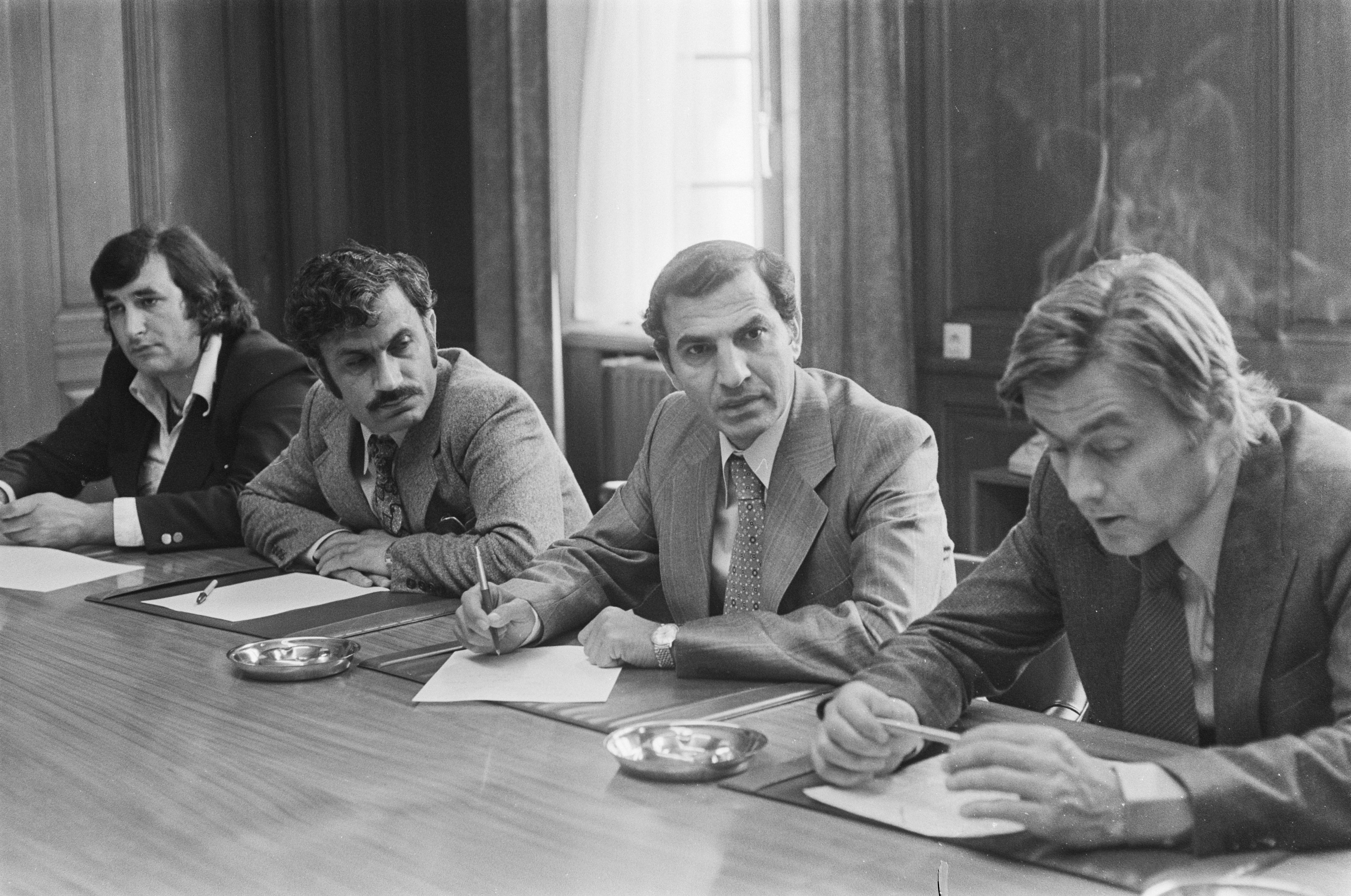
Imagen del Comité Permanente de la Cámara Bui Za hablando con representantes de la OLP.

En 1973 el Rakah reconoció a la OLP como organización legítima representante del pueblo palestino. Para 1977 la relaciones entre ambas organizaciones se intensificaron, especialmente tras una reunión entre Meir Vilner y la delegación de la OLP en el Consejo Central en Praga, Checoslovaquia, donde se trató la necesidad de unidad entre las organizaciones antisionistas. Al poco tiempo, pequeños grupos árabes y judíos de izquierdas, incluyendo a los Panteras Negras, compuestas por jóvenes israelíes de segunda generación de padres marroquíes, se unieron al Rakah; por lo que el 15 de marzo de 1977, durante las octavas elecciones del Knéset, se estableció el Frente Democrático por la Paz y la Igualdad (al-Jabha al-dimuqratiyya li-l-musawa wa-l-salam en árabe, y ha-Hazit ha-democratit la-shalom ve la-shivion, o Jadash en hebreo), dentro de la cual el Rakah mantuvo mayor independencia y se perfiló como la fuerza líder dentro de la coalición. Desde entonces la formación se ha presentado a las elecciones bajo este nombre.
En 1985, veinte años después de la división (otras fuentes señalan que fue en 1989) el Rakah logró recuperar el nombre original de la formación, Maki, pasando a denominarse Rakah-Maki. Para entonces se había convertido en una formación enteramente árabe, a pesar de la insistencia de mantener cierta representación judía tanto en el parlamento como en los cargos de responsabilidad. Esta reapropiación del antiguo nombre del partido les permitió presentarse como herederos históricos del Partido Comunista Palestino.
En las elecciones de ese mismo año el Jadash consiguió 5 escaños, de los cuales entre el 50% y el 51% de los votos fueron de población árabe, frente al 23% que había conseguido el Rakah en 1965. Sin embargo, en 1981 perdieron un escaño más. Esta situación se sostuvo hasta las elecciones de 1988, tras las cuales, en 1990, Charlie Biton rompió con la formación para mantener a los Panteras Negras como una fuerza independiente; perdiendo otro escaño más. En las elecciones de 1996 se presentó junto con el Balad, gracias a lo cual recuperaron dos escaños, aunque posteriormente volverían a separarse. En 1999 mantuvieron sus tres escaños; en 2003 volvieron a presentarse en una lista conjunta junto con el Ta'al; tanto el Balad como el Ta'al se definen como partidos árabes. Aunque una nueva disputa interna hizo que el Jadash se quedase con tan solo dos escaños. Recuperó uno más en las elecciones de 2006, otro más durante las de 2009.

## Política e ideología

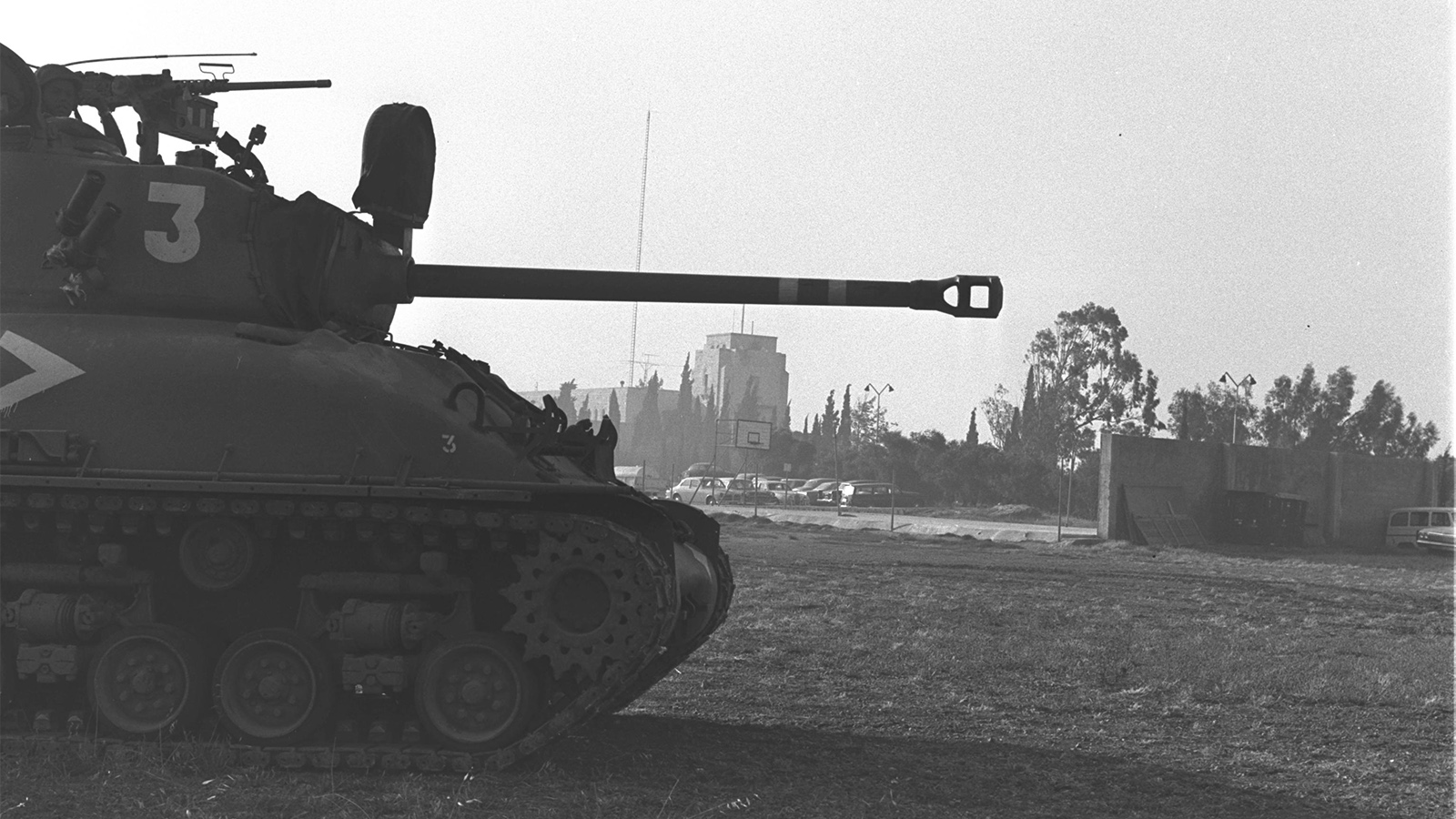
Tanque estadounidense durante la Guerra de los Seis Días.

Se trata de una formación de izquierdas defensora del socialismo y los derechos de los obreros, enfatizando especialmente en la cooperación árabe-judía. Fue una de las primeras formaciones en defender la solución de los dos Estados para la cuestión Palestina; En 1977 hizo un llamamiento exigiendo la paralización y el abandono de todos los asentamientos ilegales de Israel en territorios palestinos ocupados tras la guerra de los Seis Días en 1967, incluyendo Jerusalén. Jadash también apoya el derecho al retorno de los refugiados palestinos o su compensación. Aparte de las cuestiones de paz y seguridad, el partido es conocido por su rol activo en luchas ambientales y sociales; la plataforma medioambiental del Jadash, liderada por Dov Khenin, insiste en la necesidad de la nacionalización de los recursos naturales israelíes, gas, mineral y reservas de crudo.  La formación reconoce el derecho de los palestinos a la autodeterminación, la creación de un Estado palestino en los territorios ocupados desde 1967; reconoce asimismo a la OLP como portavoz del pueblo palestino; proclama la necesidad de abolir la discriminación y persecución racial contra la población árabe en Israel y el resto de territorios; resalta la importancia de defender las libertades democráticas contra el fascismo; y abanderar la lucha por la igualdad de derechos para las mujeres.
La mayor parte de su base electoral son trabajadores de clase media, especialmente árabes musulmanes y árabes laicos, ya que la población árabe representa cerca del 20% de la población israelí, aunque a pesar de ello no posean los mismos derechos que la población judía; también cuentan con el apoyo de comunidades cristianas del norte del país, junto con unos 6.000 o 10.000 judíos.
El Jadash  se define a sí mismo como un frente socialista judío-árabe antisionista y garantista de la cooperación árabe-israelí. Exige el reconocimiento de los árabes palestinos como una minoría nacional dentro de Israel. Junto con el marxismo-leninismo, el partido ha indo incluyendo elementos del nacionalismo árabe en su plataforma.  De hecho, ha virado más hacia esta dirección tras su unión junto con el Ta'al en 2003. La radicalización de la escena política israelí empujó a los partidos árabes a formar una coalición, la llamada Lista Árabe Unida, que a partir de 2003 reunió a la mayoría de ellos, excepto al Jadash; la coalición logró concentrar el voto palestino en torno a un programa común, obteniendo 13 escaños en 2015 y 2019, y 15 escaños en 2020.

### Coyuntura política
El Jadash encontró un gran apoyo entre la población árabe ya que más del 50% de los trabajadores árabes son obreros u operarios fabriles; frente al 25% de la clase trabajadora judía israelí que desempeña las mismas funciones.
En la práctica, Jadash-PCI, ha sido el partido que ha representado a la minoría árabe-palestina. Es la única formación política en Israel que no se define por el componente étnico o religiosos de sus bases militantes; frente a las consideraciones sionistas, religiosas o nacionalistas árabes de la oposición, el Jadash se reivindica como una formación "socialista y judío-árabe". De los cuatro diputados del Jadash, 3 son árabes, razón por la que se lo considera el partido más integracionista respecto a los diputados y los candidatos, ya que une a diferentes comunidades árabes y judías.  
Sin embargo, la tesitura a la que se enfrenta actualmente el Jadash es muy complicada. Durante la campaña electoral desarrollada entre finales de 2012 y principios de 2013, los principales partidos sionistas de derecha acordaron duplicar el umbral de votos que necesitarían las diferentes fuerzas políticas para acceder a la Knéset. Esta propuesta tuvo el objetivo evidente de socavar a los partidos minoritarios árabes y al Jadash. De esta forma, en lugar de confluir como partidos independientes y sumar sus fuerzas, se ven obligados a presentarse como formaciones o bloques unificados. Sin embargo, el Jadash se ha mantenido firme en cuanto a los principios del marxismo-leninismo y ha rechazado formar parte del bloque árabe junto con los partidos islamistas, próximos a los Hermanos Musulmanes, y con los nacionalistas del Balad, debido a su postura neoliberal. 
En 2016, el Rakah se mostró como uno de los pocos partidos comunistas a nivel internacional capaces de sobreponerse a la retirada y retraimiento que está llevando a cabo el comunismo internacional. Además, se ha perfilado como un partido nacionalista árabe.

### Programa político para las elecciones de 2009 en adelante
La plataforma de gobierno lanzada por el partido para las elecciones de 2009, cuando consiguió 112.000 votos lo que se tradujo en 4 diputados, consistió de:
1. Alcanzar una paz justa, comprensible y duradera entre palestinos e israelíes.
2. Proteger los derechos de los trabajadores y las trabajadoras.
3. Desarrollo de los servicios sociales como salud, educación, cultura y deportes.
4. Igualdad para la población árabe en Israel.
5. Erradicación de la discriminación racial en todos los campos.
6. Protección de las libertades democráticas.
7. Igualdad entre los sexos en todos los campos.
8. Justicia ambiental, protección del medio ambiente.
9. Erradicación de las armas de destrucción masiva.

En las elecciones de 2013 recibió 113 000 votos y los 4 diputados electos en 2009 repitieron cargo. La lista estuvo formada por tres miembros del Buró Político del Partido Comunista: Mujammad Barakeh, el Dr. Dov Khenin, el Dr. Afo Agbaria y el Dr. Hannah Sweid. Barakeh y Sweid deberían abandonar su cargo en 2015, según lo establecido en el reglamento interno del Jadash. Ambos fueron sustituidos por la socióloga y feminista Nabila Espanioly, de Nazaret, y un abogado de Haifa, el secretario general de Jadash, Ayman Odeh.

## Crítica al imperialismo durante la guerra en Siria
El partido, a diferencia de muchos de sus coetáneos, tuvo una actitud consecuente y comprometida durante la guerra en Siria: manteniendo una oposición férrea y comprometida ante los intentos del imperialismo occidental por alentar las luchas sectarias, los conflictos étnicos y dividir a la población siria. Declararon en 2015 que la forma de oponerse a la guerra era estando del lado del pueblo sirio, junto a los árabes, contra el imperialismo y contra el sionismo.
Raja Zaatry acusó abiertamente al Estado de Israel de complicidad y alianza con el Estado Islámico. Especialmente en lo que acontece con la colaboración de Israel y otros países occidentales con el Frente al-Nusra, el brazo sirio de al-Qaeda en la región. 
Varios meses después, en diciembre de 2015, Isaac Herzog causó una gran polémica al calificar al primer ministro Benjamin Netanyahu como uno de los soldados del Estado Islámico en su muro de Facebook. Esta declaración fue la continuación de una publicación por parte del Jadash días antes en la que se podía ver una imagen de un hombre llevando una máscara con la forma de la cara de Netanyahu y, bajo esta, un pasamontañas con las siglas ISIS escritas en él; además el sujeto llevaba tatuadas una Estrella de David y el acrónimo CIA en el brazo.
La publicación vino como una condena tras el asesinato de Samir Kuntar, guerrillero de Hezbolá, quien habría estado combatiendo en Siria contra el Estado Islámico. La acción fue criticada como parte del matonismo identitario de Israel en la región. La formación acusó a Israel de cooperar junto con los Estados Unidos, Turquía, Arabia Saudí y Catar en el apoyo y la financiación del terrorismo en Siria.

## Resultados electorales
| Año              | Líder            | Votos         | %      | Resultado | +/-         |
| ---------------- | ---------------- | ------------- | ------ | --------- | ----------- |
| 1977             | Meir Vilner      | 80.118 (#5)   | 4,6%   | 5/120     | 1           |
| 1981             | Meir Vilner      | 64.918 (#5)   | 3,4%   | 4/120     | 1           |
| 1984             | Meir Vilner      | 69.815 (#5)   | 3,4%   | 4/120     | Sin cambios |
| 1988             | Meir Vilner      | 84.032 (#7)   | 3,7%   | 4/120     | Sin cambios |
| 1992             | Meir Vilner      | 62.546 (#8)   | 2,4%   | 3/120     | 1           |
| 19962            |                  | 129.455 (#7)  | 4,2%   | 3/120     | Sin cambios |
| 1999             | Mohammad Barakeh | 87.022 (#13)  | 2,6%   | 3/120     | Sin cambios |
| 20033            | Mohammad Barakeh | 93.819 (#9)   | 3,0%   | 2/120     | 1           |
| 2006             | Mohammad Barakeh | 86.092 (#11)  | 2,7%   | 3/120     | 1           |
| 2009             | Mohammad Barakeh | 112.130 (#9)  | 3,3%   | 4/120     | 1           |
| 2013             | Mohammad Barakeh | 113.439 (#10) | 3,0%   | 4/120     | Sin cambios |
| 20154            | Ayman Odeh       | 446.583 (#3)  | 10,61% | 5/120     | 1           |
| Abril 20193      | Ayman Odeh       | 193.442 (#5)  | 4,49%  | 4/120     | 1           |
| Septiembre 20194 | Ayman Odeh       | 470.211 (#3)  | 10,60% | 5/120     | 1           |
| 20204            | Ayman Odeh       | 581.507 (#3)  | 12,67% | 5/120     | Sin cambios |
| 20214            | Ayman Odeh       | 212.583 (#10) | 4,82%  | 3/120     | 2           |
| 20223            | Ayman Odeh       | 178.661 (#9)  | 3,75%  | 4/120     | 1           |

1 Respecto al resultado de Rakah en 1973.
2 En coalición con Balad.
3 En coalición con Ta'al.
4 Dentro de la Lista Conjunta.

## Miembros destacados

### Líderes del partido
- Meir Vilner, presidente (1976–1992)
- Tawfiq Ziad, presidente (1992–1994)
- Saleh Saleem, presidente (1996–1999)
- Tawfik Toubi, secretario general (1989–1993)
- Mohammad Barakeh, secretario general (1993–1999), presidente (1999–2015)
- Ayman Odeh, secretario general (2006–presente), presidente (2015–presente)

### Miembros actuales en la Knéset
1. Aida Tuma-Suleiman (desde 2015)
2. Ayman Odeh (desde 2015)
3. Ofer Kassif (desde 2019)